# Vermileo niloticus
Vermileo niloticus är en tvåvingeart som beskrevs av Edwards 1935. Vermileo niloticus ingår i släktet Vermileo och familjen Vermileonidae.
Artens utbredningsområde är Sudan. Inga underarter finns listade i Catalogue of Life.